# Deborah Russell

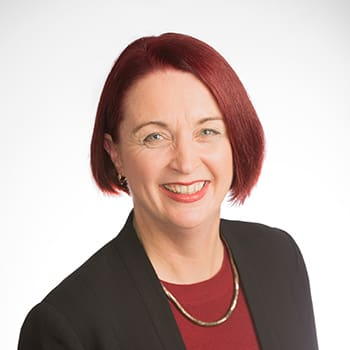
Deborah Russell (2020)

Deborah Faye Russell Ph.D. (* 14. Januar 1966 in Whangamōmona im Stratford District, Neuseeland) ist eine neuseeländische Politikerin der New Zealand Labour Party.

## Leben
Russell wurde am 14. Januar 1966 in Whangamōmona geboren.
Von 1984 bis 1987 studierte Russell Rechnungswesen und Finanzen an der University of Otago und schloss die Fächer mit einem Bachelor of Commerce mit Auszeichnung ab. Nachdem sie über drei Jahre als Auditor und Tax Consultant bei der Firma Deloitte New Zealand gearbeitet hatte, kehrte sie an die Universität zurück, um von 1993 bis 1996 an der Massey University Philosophie zu studieren und ein Jahr später von 1997 bis 2001 mit dem Ziel den Doctor of Philosophy (PhD) an der Australian National University zu erwerben.

## Berufliche Karriere
1991 arbeitete sie für weniger als ein Jahr als Analystin beim The Treasury und im Jahr 1992 für weniger als ein Jahr als selbstständige Beraterin. Nach Abschluss ihrer Doktorarbeit hat Russell an Universitäten in Neuseeland und Australien Vorlesungen in den Bereichen Philosophie, politische Theorie, Ethik, Wirtschafts- und Berufsethik, Rechnungswesen, Management und Steuern gehalten, darunter von 2002 bis 2004 an der Massey University und von 2008 bis 2010 an der University of Adelaide, der University of South Australia und an der Flinders University of South Australia. Zwischendurch war sie von 2005 bis 2007 als leitende politische Analystin für das Inland Revenue Department tätig und für sechs Jahre von Februar 2011 bis April 2017 als senior tax lecturer in der Massey University.

## Politische Karriere
Als sie im Jahr 2014 als Direktkandidatin für den Wahlkreis Rangitīkei antrat, unterlag sie klar mit 27,48 % der Wählerstimmen dem Kandidaten der New Zealand National Party, Ian McKelvie, der einen Stimmenanteil von 59,72 % einfahren konnte. Auf Platz 33 der Wahlliste ihrer Partei reichte es nicht für ihren ersten Einzug ins Neuseeländische Parlament. Für die Wahl im Jahr 2017 zog sie von Palmerston North nach Auckland um den Wahlkreis New Lynn ihres Parteikollegen David Cunliffe, der nicht wieder antreten wollte, zu übernehmen. Die beiden Wahlen in dem Wahlkreis (2017 und 2020) konnte sie für sich entscheiden. Doch nach dem desaströsen Abschneiden ihrer Partei im Wahljahr 2023 musste sich Russell mit 36,72 % mit Platz 2 des Wahlkreises abfinden.
| Wahljahr | Direktkandidat  | Stimmen | Partei         | Stimmen |
| -------- | --------------- | ------- | -------------- | ------- |
| 2017     | Deborah Russell | 43,39 % | Labour Party   | 42,50 % |
| 2020     | Deborah Russell | 55,92 % | Labour Party   | 53,01 % |
| 2023     | Paulo Garcia    | 39,22 % | National Party | 37,11 % |

### Staatssekretärin in der Regierung Ardern II
Als Jacinda Ardern bei der General Election des Jahres 2020 mit ihrer Labour Party die absolute Mehrheit erreichen konnte, berief sie Russell in das Amt eines Parliamentary Under-Secretary (Parlamentarische Staatssekretärin) für den Minister of Revenue.

### Ministerämter in der Regierung Hipkins
Im Frühjahr 2023 trat Jacinda Ardern als Premierministerin zurück, da sie nicht mehr die Kraft hatte das Amt auszuführen. Chris Hipkins übernahm schließlich das Amt des Premierministers. Unter Hipkins führte Russell das Amt der Parlamentarische Staatssekretärin zunächst weiter, bis er sie für folgende Ministeraufgaben vorsah:
| Minister                                           | vom              | bis               |
| -------------------------------------------------- | ---------------- | ----------------- |
| Minister of Statistics                             | 1. Februar 2023  | 27. November 2023 |
| Minister Responsible for the Earthquake Commission | 1. Februar 2023  | 27. November 2023 |
| Associate Minister of Justice                      | 1. Februar 2023  | 27. November 2023 |
| Associate Minister of Revenue                      | 24. Februar 2023 | 27. November 2023 |

Quelle: New Zealand Parliament

## Familie
Deborah Russell ist mit dem Universitätsprofessor Malcolm Wright verheiratet und haben zusammen drei Töchter.

## Werke
- Deborah Russell, Terry Baucher: Tax and Fairness. Bridget Williams Books, Wellington 2017, ISBN 978-0-947518-60-8 (englisch).
- Sie hat Artikel zum Thema Steuern für die Dominion Post, den New Zealand Herald und für The Spinoff geschrieben und trat im Radio und Fernsehen auf, um Steuerfragen zu erläutern und aktuelle soziale und politische Themen zu kommentieren.[13]